# Taky Kouamé
Taky Marie-Divine Kouamé (Créteil, 30 de julio de 2002) es una deportista francesa que compite en ciclismo en la modalidad de pista.
Ganó una medalla de oro en el Campeonato Mundial de Ciclismo en Pista de 2022 y dos medallas de plata en el Campeonato Europeo de Ciclismo en Pista, en los años 2023 y 2024.

## Medallero internacional
| Campeonato Mundial | Campeonato Mundial       | Campeonato Mundial | Campeonato Mundial |
| Año                | Lugar                    | Medalla            | Competición        |
| ------------------ | ------------------------ | ------------------ | ------------------ |
| 2022               | Saint-Quentin (Francia)  | Medalla de oro     | 500 m contrarreloj |
| Campeonato Europeo |                          |                    |                    |
| Año                | Lugar                    | Medalla            | Competición        |
| 2023               | Grenchen (Suiza)         | Medalla de plata   | 500 m contrarreloj |
| 2024               | Apeldoorn (Países Bajos) | Medalla de plata   | 500 m contrarreloj |